# Dilara Horuz
 (janvier 2019).
Si vous disposez d'ouvrages ou d'articles de référence ou si vous connaissez des sites web de qualité traitant du thème abordé ici, merci de compléter l'article en donnant les références utiles à sa vérifiabilité et en les liant à la section « Notes et références ».
 (janvier 2019).
Dilara Horuz, née le 7 septembre 1994 à Amsterdam, est une actrice et chanteuse néerlandaise, d'origine turque.

## Carrière
Autre que son travail d'actrice, Dilara s'est fait connaître pour sa participation avec le groupe RReaDY (devenu ReaDY) au Junior Songfestival 2008 en tant que chanteuse, où elle a remporté la deuxième place en finale.

## Filmographie

### Cinéma et téléfilms
- 2011 : Inazuma Eleven : Celia Hills
- 2011 : Monster High : Deux rôles (Howleen Wolf Nefera De Nile
- 2011 : Verborgen Verhalen (nl) : Sen
- 2012-2015 : SpangaS Meral Daldal
- 2014 : Lena & Cem : Yagmur
- 2015 : SpangaS in actie (nl) :	Meral Daldal
- 2016 : Sint & co : Slim
- 2017 : Maggie & Bianca - Fashion Friends : Maggie Davis
- 2018 : Craig de la crique : Kelsey Bern